# Georg von Lorentz
Harry Ehrenfried Johann Georg von Lorentz (* 6. Januar 1800 in Kassel; † 12. Dezember 1872 ebenda) war Großherzoglich Hessischer Landforstmeister.

## Leben
Georg von Lorentz war ein Sohn des preußischen Ministers Richard von Lorentz (1759–1820) und dessen Ehefrau Louise Murarius (1763–1838).
Nach einem Studium am Fürstlichen Forstinstitut in Rotenburg an der Fulda legte Georg von Lorentz 1818 das forstliche Examen an der Forstlehranstalt in Fulda ab und wurde Akzessist und Forstjunker beim Forstamt Söhre und danach Auskultant beim Oberforstmeister der Provinz Oberhessen. 1823 wechselte er in gleicher Funktion zum Oberforstamt Marburg. 1825 zum disponiblen Forstmeister ernannt, wurde er 1828 als Forstmeister Vorsteher des Forstamtes Schmalkalden. In diesem Amt blieb er bis 1833, als er zur Forstinspektion Fulda wechselte, wo er als Oberforstmeister deren Leitung übernahm.
1847 erhielt er die Bestellung zum stimmführenden Mitglied des Ober-Forst-Kollegiums in Kassel, das mit der 20. Verordnung vom 19. April 1833 über die Umgestaltung der Ober-Forst-Direktion in das Ober-Forst-Collegium geschaffen wurde. 
1857 wurde er kurhessischer Oberlandforstmeister und Direktor dieser Oberbehörde. In diesem Amt blieb er bis zu seiner Versetzung in den einstweiligen Ruhestand im Jahre 1867, als nach der Annexion des Landes Hessen durch Preußen die Behörde aufgelöst und der Bezirksregierung Kassel zugeordnet wurde.
1860 wurde unter seiner Federführung eine neue Vorschrift zur Uniformierung des hessischen Forstpersonal erlassen, die preußische Regelungen zum Vorbild nahm.

### Öffentliche Ämter
- 1850 Direktor der einstweiligen Kommission für die Verwaltung des Forstwesens und der Staatsjagden
- 1852 Direktor der Kommission für Vermessung und Betriebs-Einrichtung der Staatswaldungen

### Familie
Er war mit Mathilde von Buttlar zu Elbersberg (1803–1880) verheiratet und hatte mit ihr die Kinder Luise Julie (* 1829, ∞ Edward Scheffer), Marie Henriette (* 1830, ∞ Wilhelm von Colson), Adolf (* 1833, Hauptmann), Ernst (* 1834, Pfarrer), Richard (* 1836) und Carl August (* 1841, Gutspächter und Bürgermeister von Witzenhausen).

### Auszeichnungen
- 1862 Ritterkreuz des Kurfürstlichen Wilhelmsordens